# Унжакова, Ирина Сергеевна
Ирина Сергеевна Унжакова (род. 21 февраля 1964, Усть-Кут, Иркутская область, РСФСР) — общественно-политический деятель Казахстана, депутат Мажилиса Парламента Казахстана VI—VII созывов.

## Биография
В 1983 году окончила Усть-Каменогорский строительный техникум по специальности «Гражданское строительство» с отличием. В 1988 году закончила Усть-Каменогорский строительно-дорожный институт.
В 1992—1997 годах работала в аппарате акима города Усть-Каменогорска специалистом, главным специалистом комитета по делам молодёжи, отдела по делам молодёжи, туризма, физической культуре и спорту.
В 1995—1997 годах — журналистка теленовостей, телеведущая, редактор телевизионных программ «Информ-коктейль», «Витрина» и «Леди-Лидер»
В 1997—1998 годах — директор Городского молодёжного фонда.
В 1998—1999 годах — консультант пресс-службы аппарата акима города Усть-Каменогорска.
В 1999—2016 годах — президент Общественного объединения «Федерация женщин „Status“».
С 24 марта 2016 года — депутат Мажилиса Парламента Казахстана VI созыва, избрана по партийному списку партии «Нур Отан», член Комитета по вопросам экологии и природопользованию.
С 15 января 2021 года по 19 января 2023 года — депутат Мажилиса Парламента Республики Казахстан VII созыва, избрана по партийному списку партии «Нур Отан», член Комитета по законодательству и судебно-правовой реформе.

## Медали
- Медаль «За трудовое отличие» (2016)
- Медаль «10 лет Астане» (1998)
- Медаль «25 лет независимости Республики Казахстан» (2016)